# 让我们团结起来
“让我们团结起来”（英語：Bring Us Together）是美国共和党候选人理查德·尼克松在1968年美国总统选举期间使用的一句政治口号，他最终赢得选举，当选第37任美国总统，之后也几次提及了这句口号。一位名叫维奇·琳恩·科尔的13岁小女孩表示，尼克松在自己的家乡，俄亥俄州亨利县的德什勒竞选时，自己在集会上举着一面标语牌，牌上就写有这句口号。
尼克松的朋友理查德·摩尔（Richard Moore）告诉候选人的演讲撰稿人，说自己看见有个孩子在德什勒的集会上举着一块写有“让我们团结起来”的标语。包括威廉·萨菲尔在内的多位撰稿人开始将这句短语插入候选人的演讲辞中。尼克松在1968年11月6日的竞选获胜演说中称德什勒的集会是一个标志，并用这句短语来代表自己领导政府的最初目标——把因政治對立而分裂的国家重新团结到一起。维奇作为举起标语牌的人走到了前台，并一度引起了媒体的强烈关注。
尼克松邀请维奇及其家人出席自己的第一次就职典礼，维奇带着重新制作的标语出现在就职典礼游行的彩车上。具有讽刺意味的是，每当尼克松提出一项民主党人不同意或者拒绝支持的政策时，民主党人就会用这句“让我们团结起来”来进行反击。1974年尼克松辞职后，维奇拒绝对事件进行评价，但之后有表示对他感到同情。萨菲尔在2009年去世前几年为《纽约时报》撰写的专栏中表示了心中对事情存在的疑惑，怀疑这个标语一开始时根本就不存在。

## 背景
1968年大选是美国历史上最艰苦的总统选战之一，整个国家因越南战争、社会政策、反暴乱和暗杀問題而政治對立及分裂，没有任何一场竞选活动把修补这种裂痕作为其大主题。民主党候选人休伯特·汉弗莱在竞选早期曾有一个“与汉弗莱聯合起来”的竞选口号，但之后胎死腹中。当时在任的总统林登·约翰逊因为自己本身就欠缺支持，所以无法给予汉弗莱太多支持。
到了1968年时，候选人开始通过电视向选民宣传自己，取代以往乘搭火车的方式前往全国各地。尼克松曾自己在之前的全国性竞选中使用了搭火車的宣傳方式，1952年时他曾取消巡回竞选发表跳棋演讲，1960年，他曾在德什勒停下火车竞选，这是一个位于俄亥俄州的乡村，座落在托莱多西南方向约72公里，巴尔的摩和俄亥俄铁路的两条主要线路在此交叉，所以不少总统候选人会在这里停车竞选，其中包括艾尔弗雷德·E·史密斯、哈里·S·杜鲁门和贝利·高华德。在1968年的大选中，德什勒的选民以压倒性多数支持了尼克松。

## 集会和标语

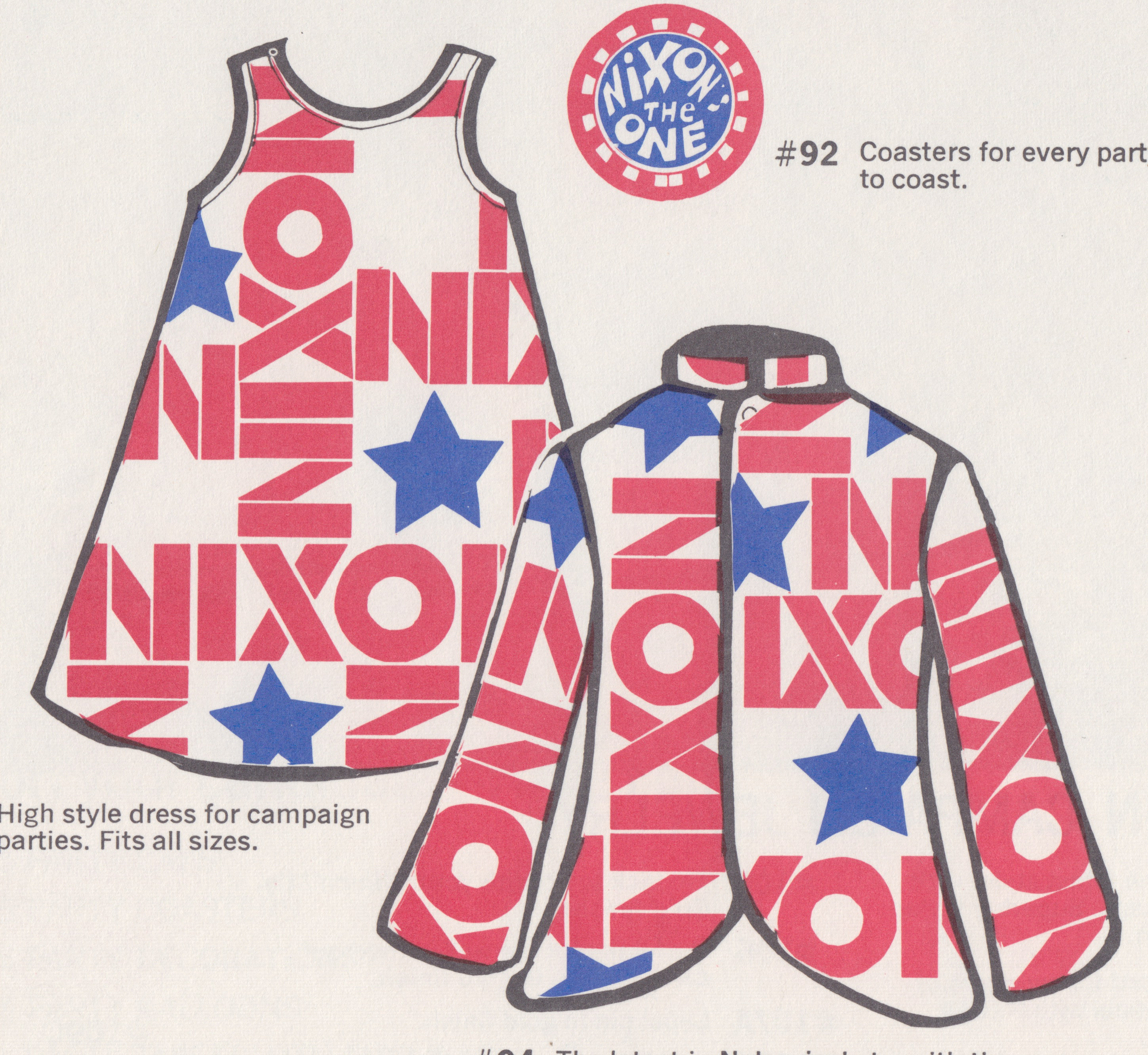
尼克松的竞选广告服装

维奇是德什勒的一位八年级学生，她的父亲是当地一位循道宗牧师，母亲则是任教三年级的小学教师。1968年10月22日，尼克松的火车停在德什勒，维奇照常地到学校上课。上午，有一位老师宣布，任何有意到总统竞选集会上通过欢呼等方式营造气氛的女學生應在放学后到消防局报到。维奇和自己的朋友丽塔·鲍曼（Rita Bowman）等人一起去报了到，并拿到了印有红、白、蓝色图案的尼克松竞选宣传服装和标语牌，这些服装用来给她们穿在其他衣服的外面。维奇说：“（林登·约翰逊的名字缩写）说服了我们——投给共和党”（L.B.J. Convinced Us—Vote Republican）。
下午，维奇身穿宣传服装，手持标语牌来到集会现场。尼克松的火车缓缓靠近，现场的警察用绳索来防止人群拥到铁轨上。维奇在之后接受采访时表示自己和人群一起前进，但因受到推挤而丢失了自己的标语牌。她说：“我想（让自己手里）有个标语可以摇，我在和人群一起朝火车靠近时弄丢了自己的标语牌，然后我看见这个标语牌掉在地上，于是就把它捡起来并举得高高的，希望尼克松先生能够看见。”
尼克松从火车后部的平台上发表了演讲。他对有这么多人前来感到高兴，表示：“这儿的人数是整个镇上人口总数的四倍，也比1960年时来参加集会的人要多。”尼克松声称，虽然自己的竞争对手，现任副总统汉弗莱曾宣称美国正处在历史上最好的时期，但这样的话他可以去和农民们说说看。尼克松承诺，自己会特别重视农业问题，并让农业部长成为白宫中的一位农民代言人。他还保证会恢复秩序：“最重要的公民权利就是免受暴力侵害的权利。”他注意到人群中有许多年轻人，并在讲话中表示：“年轻一代的美国人知道自己的前程處於險境。他们不希望今后四年还是老样子。”他还回忆起自己的父亲曾在俄亥俄州出生并长大，称“他的根在这里，我也是！”
维奇在尼克松讲话时观察了他，觉得他是个顾家的好男人，看起来正如自己所期望的那样热情而友好。她之后表示自己挥动标语牌的时候甚至没来得及朝上面看上一眼，直到一位同学拿标语取笑她，这位同学揶揄称“让我们重新团结起来”（Bring Us Together Again，也可理解为“再让我们在一起”）指的是男孩子们，与政治无关。维奇之后留下了竞选广告裙，但告诉媒体自己扔掉了那张标语牌。

## 尼克松的演讲和就职典礼

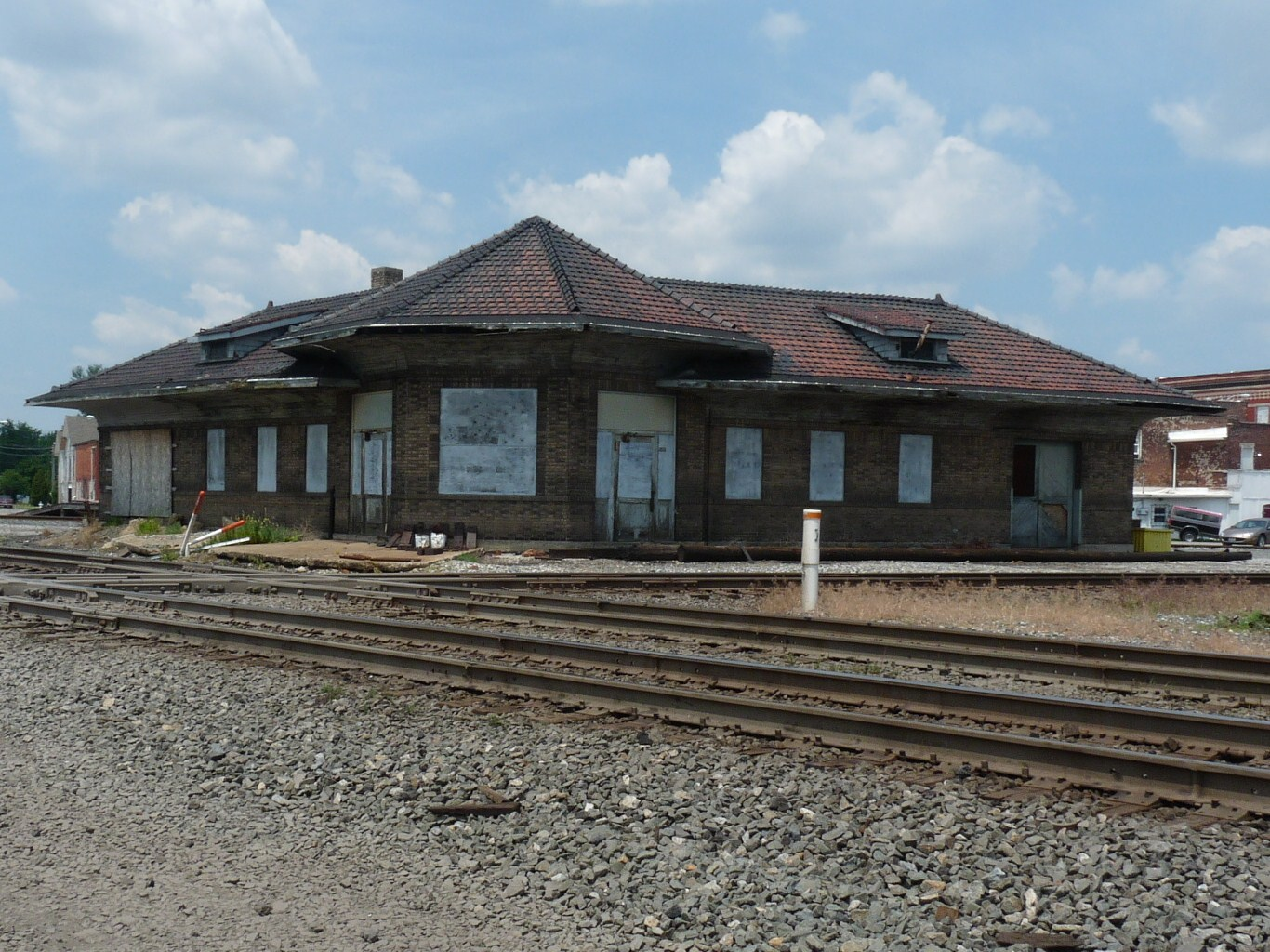
俄亥俄州德什勒火车站，摄于2009年

尼克松的朋友理查德·摩尔告诉了演讲撰稿人威廉·萨菲尔（William Safire）自己看到了这么个标语，他当时下了火车走入人群中，希望可以为演讲撰稿人找到一些有用的，带有地方色彩的内容。萨菲尔之后在自己所著的书中（于尼克松担任总统早期撰写，1975年出版）表示，“摩尔（在德什勒）登上火车时，脸上带着那种神秘的表情，就是那种当一个作家想到一个绝妙的点子来写时的表情，而且远远不止是一个噱头那么简单”。据萨菲尔在2007年的一篇专栏文章中所说，摩尔把头探到尼克松演讲撰稿人们所在的车厢中说：“外面有个孩子举着个手写的标语牌，我想那上面写的是‘让我们团结起来’。”萨菲尔还在文章中称，自己在尼克松到达下一站发表的演说词里就增加了这句短语。
1968年10月31日，尼克松在纽约麦迪逊广场花园的总结集会上用到了这句短语。这位共和党候选人在回忆自己造访德什勒的经历时表示：“那里有许多标语，就像我在这儿看到的一样。但有一个少女举的牌子上说，‘让我们再团结起来’。朋友们，美国需要团结起来。”不过尼克松对这个短语的使用并没有引起多少媒体的注意，这一情况一直到选举结束后才有所改变。德什勒学校的管理人员听到了这场演讲并问起学生有关标语的事，但没有人表示知情。
萨菲尔将这起小插曲写在一份声明竞选获胜的草案中，尼克松在以当选总统身份向全国发表演讲前看过了这份草案。在11月6日的获胜演讲中，尼克松回忆起这句标语时说道：

我在这次竞选活动中看到过许许多多的标语，有一些不怎么友善，有一些非常友好。但这其中最打动我的还是在俄亥俄州德什勒看到的一个，我们已经整整忙碌的一天，到了那一个小镇。我猜有镇上五倍之多的人数聚在那个黄昏。你几乎不可能看得到，但有位少女举着一句标语：“让我们团结起来。”这将是本届政府作为开端的伟大目标：让美国人民团结起来。

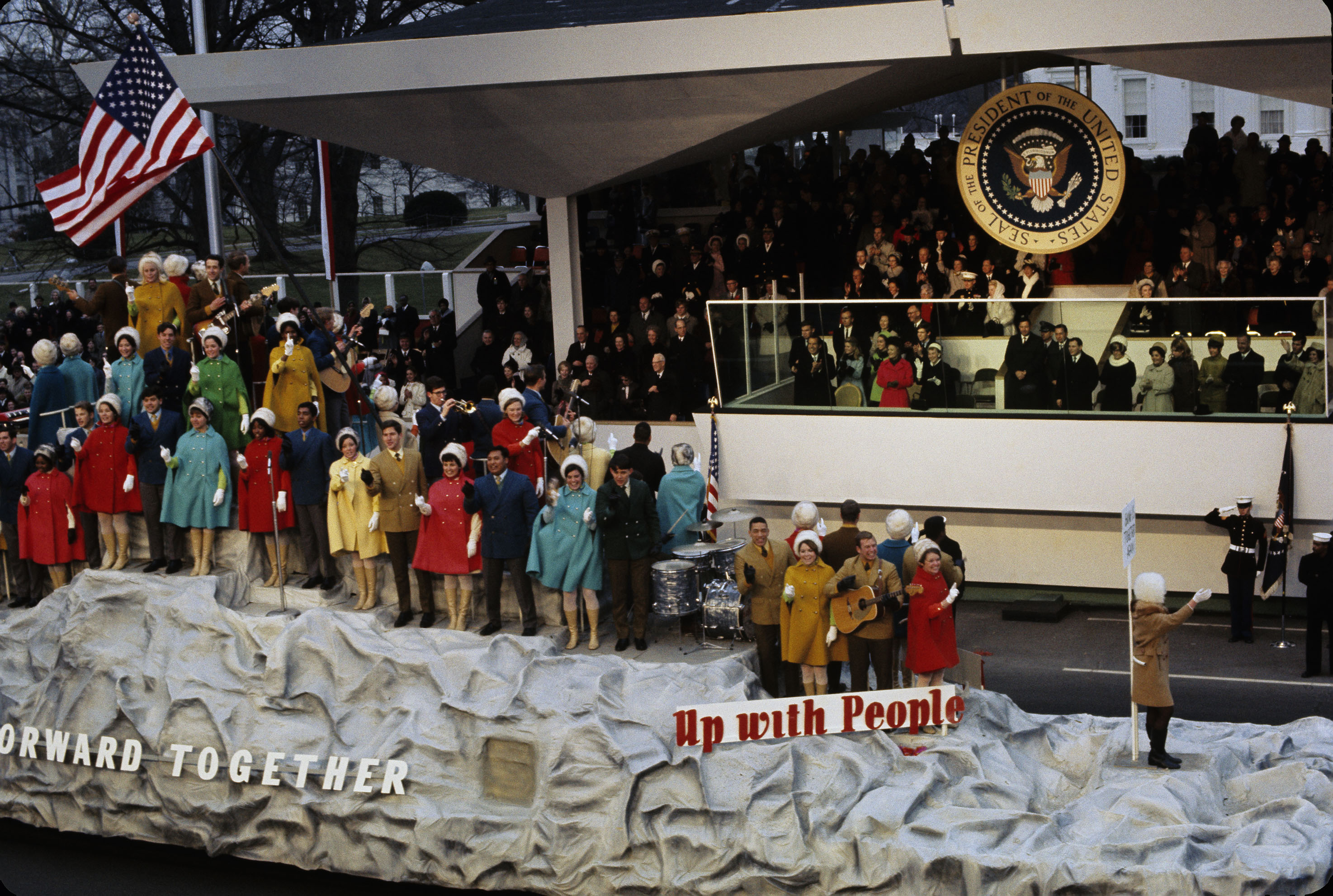
维奇·琳恩·科尔（右）与她的“让我们再团结起来”标语出现在“一起前进”主题彩车上

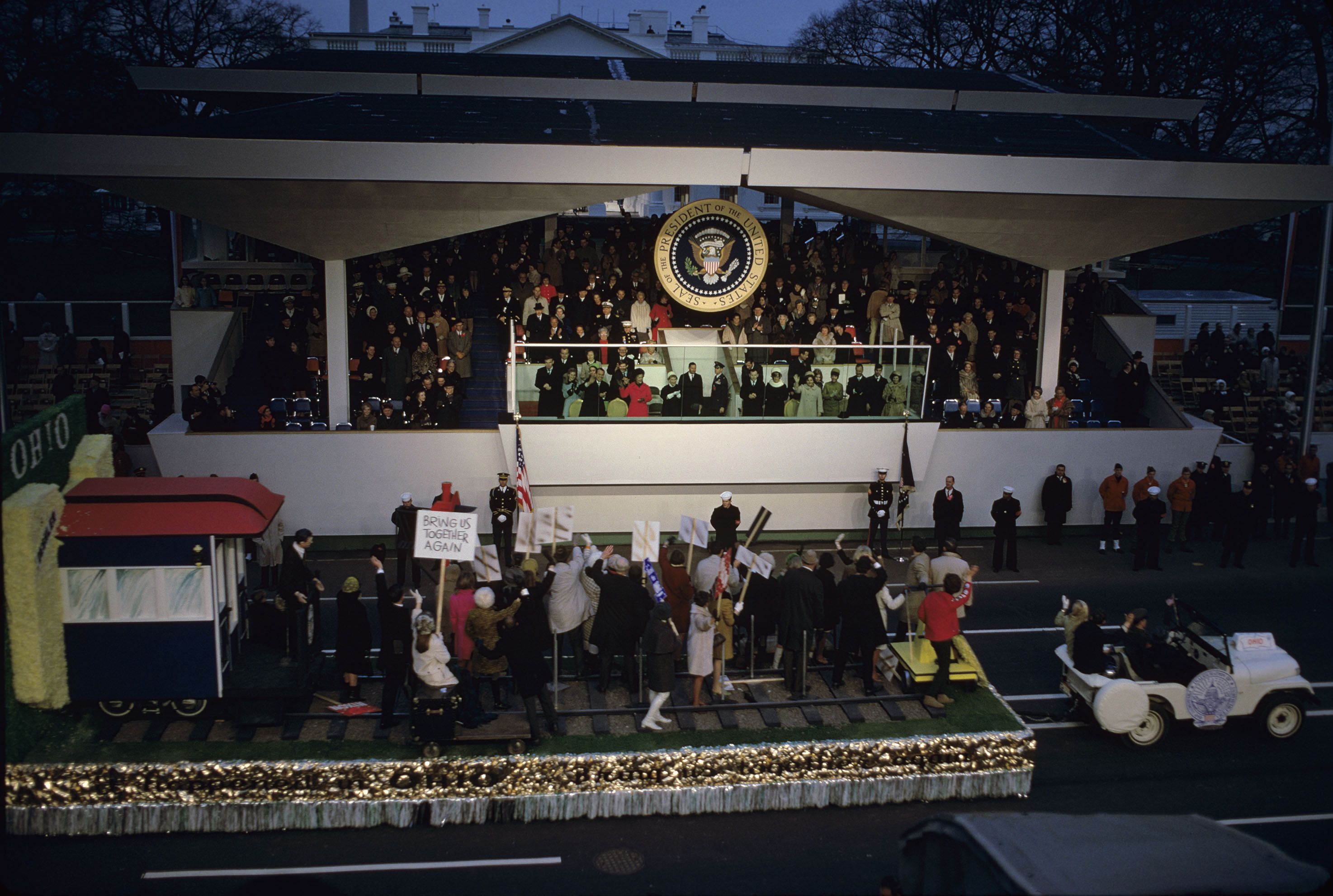
重建了尼克松造访德什勒情景的俄亥俄彩车经过总统观礼台

在美国人民之中达成和解也是汉弗莱竞选认输声明中的主题：“我已经尽了全力。我输了，尼克松先生赢了。民主进程仍然在妥善运转，所以现在让我们开始努力完成团结祖国的迫切任务吧。”
尼克松在获胜演说中提及到访德什勒的经历后，学校管理人员再次问起学生们有关标语的事，这次科尔站了出来。她表示之前没有承认是因为标语不是自己写的。多位记者在校长的办公室里采访了这位小女孩，科尔表示，她觉得尼克松就是一个能把国家重新团结在一起的人。她还表示，接受那些来自华盛顿、纽约和芝加哥的记者们采访比坐在历史课上要有趣多了。托莱多的《刀刃报》（Blade）对事情进行了调查，但无法确定标语是谁做的，或是科尔将之丢弃后又发生了什么。村上的警察局长约翰·贝尔（John Baer）表示：“我想这肯定是咱们这儿发生过的最重大的事情了。”德什勒《旗帜报》（Flag）编辑保罗·沙尔夫（Paul Scharf）表示，标语的来源或之后的命运可能永远都是一个谜。萨菲尔表示是摩尔告诉自己有这么一个显然是手工制作的标语脱颖而出，并且不是由当地的尼克松竞选工作人员制作的。
早在11月7日，距德什勒不远的亨利县县城拿破仑的地方报纸《西北信号报》（Northwest Signal）就报道称德什勒的商户正考虑一起凑钱送科尔去哥伦比亚特区，次日该报发表社论，称科尔将与真正制作该标语的人一起前往华盛顿参加尼克松总统的就职典礼。1968年11月19日，竞选特别助理，尼克松的长期顾问默里·乔蒂纳提议邀请科尔一家人前来参加就职典礼，并且让科尔坐到主题彩车上。尼克松随后邀请了科尔的父母及其家人出席就职典礼，这家人由就职典礼委员会带到哥伦比亚特区。维奇·琳恩·科尔带着一个重新制作的标语牌登上了就职典礼游行的主题彩车。
来自加利福尼亚州伯班克的14岁女孩卡拉·加里蒂（Carla Garrity）认为科尔没有做出任何值得受此礼遇的功劳，因此对其全家得以参加新总统就职典礼表示反对。她在给自己国会选区联邦众议员埃德·赖内克（Ed Reinecke）的信中写道，自己曾非常努力地为尼克松及其他共和党候选人工作，“因此，我非常反对一个俄亥俄州的13岁女孩只是举了块‘让我们团结起来’的牌子就获邀参加就职典礼。那牌子甚至都不是她写了，她连看都没看！”赖内克将这封信转交给了尼克松的助手约翰·埃利希曼，并附有自己的评论：“我猜在尼克松竞选团体中工作的其他年轻人可能也会有卡拉这样的反应。”尼克松的另一位助手查尔斯·E·斯图尔特（Charles E. Stuart）向赖内克回复道：“维奇·琳恩并不是因为她举起了那句标语或是因为制作了一句标语而被邀请参加就职典礼，而是因为事实证明她举起的这句标语给了尼克松先生一种鼓舞。”他还表示自己相信这一邀请会在其他拥护尼克松的年轻人中得到良好的回响。

## 政治应用和余波

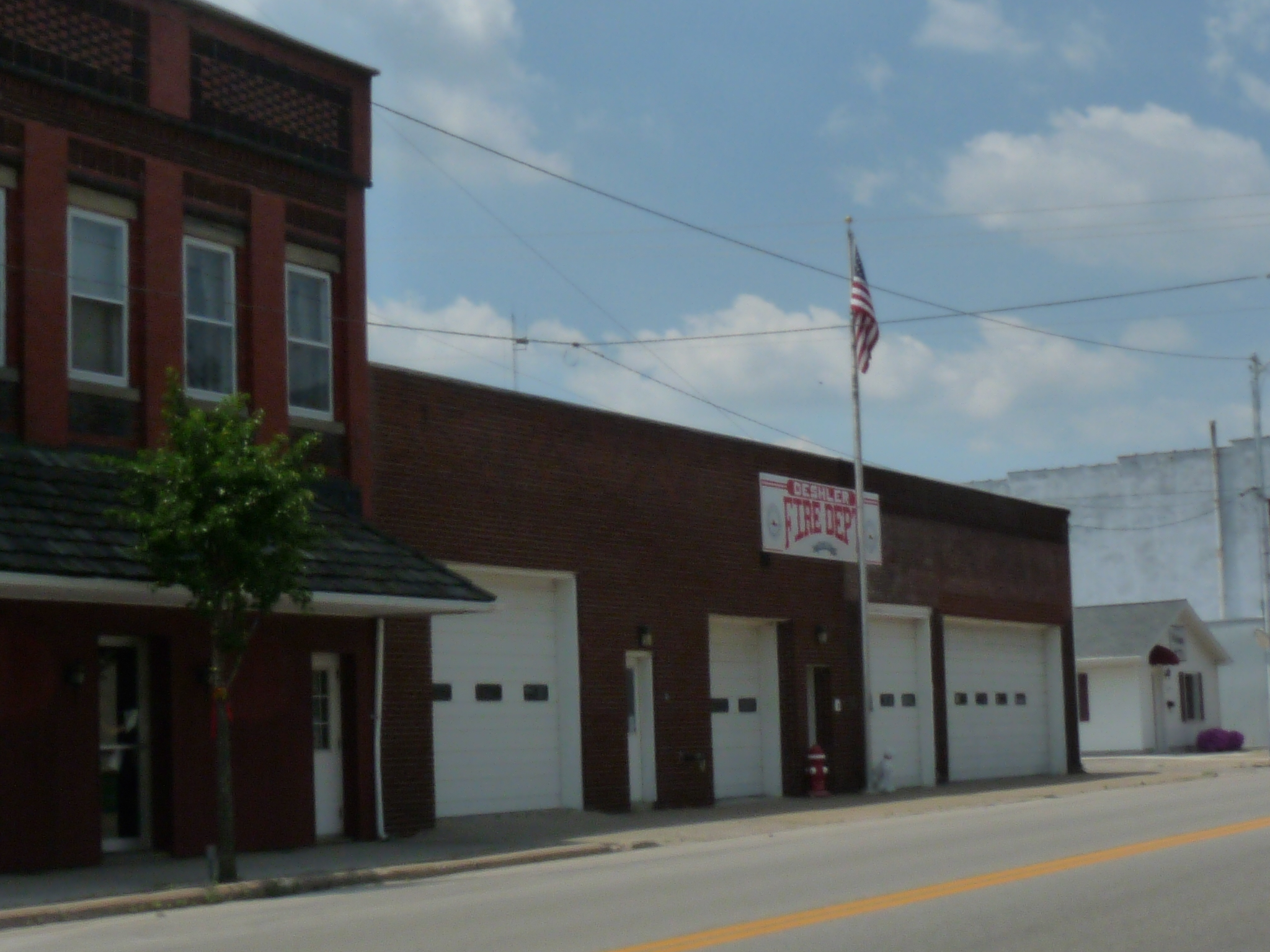
德什勒消防队，当年发放尼克松竞选服装的地方

尼克松就职典礼筹办委员会希望用“让我们团结起来”作为典礼的主题，不过萨菲尔表示：“那不是竞选的主题。”萨菲尔和其他总统助手认为，行政部门要做的应该是设法推进议程，而不是寻求对政策的共识，而即将在新政府中担任白宫办公厅主任的H·R·霍尔德曼则得以将典礼主题改成了“一起前进”（Forward Together）。不过讽刺的是，这句“让我们团结起来”之后经常被民主党国会议员用来反击尼克松及其行政部门，每次当提出的议题出现分歧时，民主党议员就会用这句话来进行攻击。此外，当莱昂·帕内塔因在有关公民权利政策的问题上反对白宫的“南方战略”（Southern strategy）而被解除职务后，他也用这句标语来作为其揭密文章的标题。据萨菲尔所说，使用这句号码来反对尼克松表明，一句可以激起情绪的口号既有利，也有弊。
尼克松的顾问们一直否认总统有放弃让美国人民团结起来的目标。然而，即使是这些人中也出现了分裂，他们中有一部分寻求国家团结，而另一部分，如尼克松的竞选经理兼职司法部长约翰·N·米切尔则认为，尼克松应该把精力集中在维持那些投票支持自己的选民上，并且还要想办法赢得那些选择支持第三方候选人阿拉巴马州州长乔治·华莱士的选民，来作为赢得1972年美国总统选举的关键。据萨菲尔所说，尼克松上任后和他的顾问们决定，他还不需要让国家团结起来，而只需要通过呼吁那些不会敌视尼克松及其政策的选民來支持自己，以确保自己能在1972年选举中获胜，这些选民之后被称为沉默的大多数。历史学家斯坦利·库特勒（Stanley Kutler）在自己有关尼克松政府的书中指出，尼克松的政府加大了美国的分裂程度，但整个国家最终还是在他任内团结了起来——反对尼克松并要求他下台。
1970年下半年，维奇·琳恩·科尔在一次接受采访时表示，尼克松已经尽了自己最大的努力。1972年竞选期间，維奇担任俄亥俄州未来选民组织的主席，为尼克松的竞选作宣传。之后她远离了政治，把自己的课余时间投入到马匹训练和表演上。1974年尼克松因水门事件而辞职，维奇拒绝对之发表评论，但到了1977年，她在一次接受采访时表示自己虽然也认为尼克松应该辞职，但还是对他感到同情。
萨菲尔在自己2008年出版的政治辞典中回忆起这段往事时写道，尼克松的第一次就职典礼过去几年后，他有一次问起摩尔，对方究竟是在什么地方看到維奇举着那块标语，还是这都只是他的想像，以为自己看到了一些实际上不存在的东西。萨菲尔在2009年逝世前最后几年所写的专栏文章中认为，这个标语“几乎好到让人不敢相信”，觉得有可能都是摩尔“编出来的”。

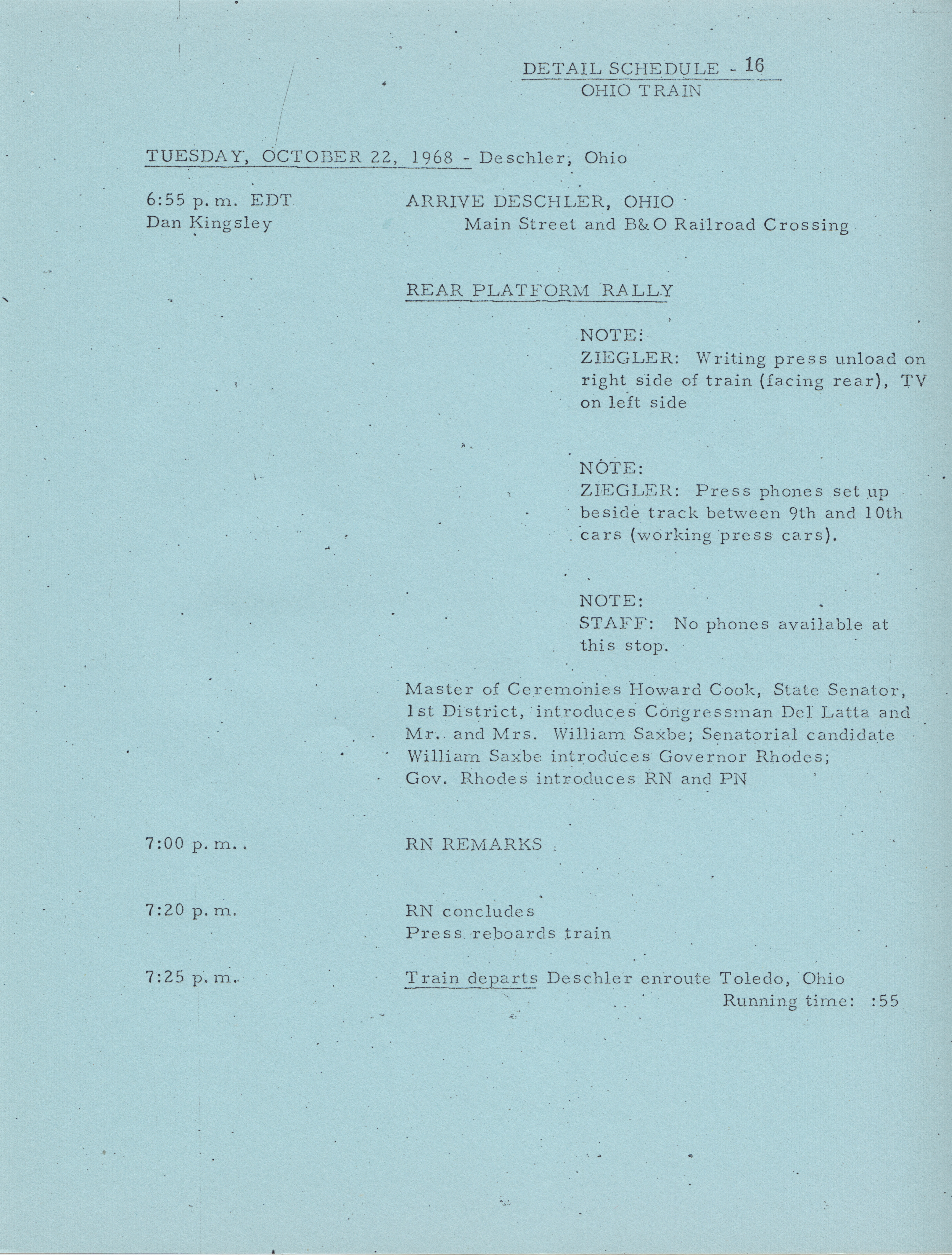
尼克松在德什勒的竞选日程表